# هیزینگن
هیزینگن (به هلندی: Hezingen) یک منطقهٔ مسکونی در هلند است که در توبرخن واقع شده‌است. هیزینگن ۲۰۷ نفر جمعیت دارد.